# Pamela Calletti
Cintia Pamela Calletti (Argentina, 3 de mayo de 1979) es una abogada y política argentina que se desempeñó como Ministra de Justicia (2013-2015), Ministra de Derechos Humanos y Justicia (2015-2017) y Fiscal de Estado (2017 - 2019) de la provincia de Salta durante varios años de la gobernación de Juan Manuel Urtubey.
Actualmente es Diputada Nacional por la provincia de Salta (período 2021-2025).

## Biografía
Cintia Pamela Calletti es hija del político mendocino Armando Antoni Calletti, quien durante el gobierno de Julio Cobos fue Ministro de Salud de la Provincia de Mendoza.
Estudió abogacía en la Universidad Católica de Salta, realizó distintas especializaciones en el extranjero y se especializó en derecho administrativo en la Universidad Austral.
Su surgir político estuvo ligado a Rodolfo Urtubey (p) y a Ramiro Simón Padrós. Pamela Calletti, fue la Coordinadora de la Unidad de Gestión y Control de Precios y Procedimientos de la Fiscalía de Estado cuando Simón Padrós la ocupaba y siguieron juntos cuando este asumió en la Secretaría de la Gobernación y Calletti mantuvo el cargo de Consultora Jurídica de la misma. También se desempeñó como docente de derecho político en la Universidad Católica de Salta luego de haber sido adjunta ad horonem del padre del gobernador Juan Manuel Urtubey.
Luego de perder las elecciones legislativas de 2013, el gobernador Urtubey decidió renovar su gabinete de ministros y Pamela con 34 años fue nombrada como la nueva ministra de justicia sucediendo en el cargo a María Inés Diez, la dirigente renovadora.
Durante sus primeras épocas al frente de la cartera de Justicia, Calletti aparecía como una “dama de hierro”, una apuesta al futuro para el gobierno.
Ella misma integró la lista de concejales por capital en el sexto puesto. Los resultados de las elecciones en ese entonces le permitió al espacio lograr cuatro bancas legislativas en el cuerpo deliberante. 
Además se conocía que Fernanda Calletti, hermana de la funcionaria, también tenía una vivienda gracias al Procrear.
En el año 2015 agrega a sus funciones el ala de los derechos humanos que hasta ese momento funcionaba como un ministerio independiente de la mano de Marianela Cansino.En ese mismo año y en una doble candidatura Calletti fue precandidata a diputada nacional por el Frente de Todos acompañando a Emiliano Estrada. El 12 de septiembre de 2021 dirimieron la precandidatura del frente contra Jorge Guaymás en las urnas. Siendo la lista  Salta Unida la más votada de manera individual con 121.888 votos siendo secundada por Guillermo Durand Cornejo del frente provincial Unidos por Salta. En la sumatoria de votos el frente integrado por Estrada, Calletti y Guymás superó por alrededor de tres mil votos al frente Juntos por el Cambio+ que perdió votos debido a los escándalos de compra de votos por parte del concejal Pablo Emanuel Lopez. Calletti finalmente sería candidata de cara las elecciones generales del 14 de noviembre.
El desgaste de su figura se profundizó a partir de sus infelices declaraciones sobre «Juana», nombre ficticio con el que se nominó a una niña wichí embarazada como producto de una violación en banda. Cuando la infanta cursaba el cuarto mes de embarazo, la ministra de Justicia intentó desmarcar al estado provincial aludiendo cuestiones «culturales» y responsabilizando a la familia de la víctima.[cita requerida]
Una intervención aún más penosa Para la funcionaria «la víctima conoció al asesino dentro de la unidad carcelaria mientras acudía a visitar a un familiar y pese haber sido advertida sobre la peligrosidad del mismo, de igual manera decidió comenzar una relación con él».
En 2017 y tras una nueva derrota electoral del gobernador Juan Manuel Urtubey, Calletti es una de las ministras elegidas para salir del gabinete de ministros. Fue sucedida por Marcelo López Arias que fusionó el gabinete de Pamela y el de gobierno de Juan Pablo Rodríguez. De todas maneras Pamela no quedó en el "llano" sino que en acuerdo con la Cámara de Senadores de la Provincia de Salta fue elegida como Fiscal de Estado. Se mantuvo en el cargo hasta la finalización del mandato del gobernador Urtubey.
Un día después de dejar de ser fiscal fue nombrada por el nuevo gobernador Gustavo Sáenz como consultora jurídica del señor gobernador. En las elecciones PASO la fórmula lograría un total de 292 690 votos que significaron el 42,81% de los votos válidos, superando a los principales contrincantes En las elecciones generales, la fórmula que integraba Marocco lograría un total de 377 389 votos, que significaron un total de 53,65% de los votos válidos

En el ejercicio de este cargo es que fue inoculada con la vacuna contra el COVID-19. Estas inoculaciones respondían a decisiones políticas y no sanitarias ya que Calletti no tenía comorbilidades previas que la hiciesen merecedora de la vacuna. [cita requerida]El ministro de salud Juan José Esteban finalmente publicó un listado de quienes accedieron a las llamadas vacunas estratégicas por el gobierno provincial y vacunas VIP por la gente y los medios, en ese listado se encontraba Calletti entra otras personas.
De cara a las elecciones provinciales de 2021 Calletti fue candidata a convencional constituyente en segundo término en el frente Gana Salta que llevó como cabeza de lista al vicegobernador Antonio Marocco. El 15 de agosto la lista integrada por Calletti fue la cuarta más votada con un total de 23.492 votos, el frente  obtuvo dos bancas para la convención constituyente asumiendo sus bancas con las que Marocco y Calletti resultaron elegidos convencionales constituyentes.
En ese mismo año Calletti fue precandidata a diputada nacional por el Frente de Todos acompañando a Emiliano Estrada. El 12 de septiembre de 2021 dirimieron la precandidatura del frente contra Jorge Guaymás en las urnas. Siendo la lista Salta Unida la más votada de manera individual con 121.888 votos siendo secundada por Guillermo Durand Cornejo del frente provincial Unidos por Salta. En la sumatoria de votos el frente integrado por Estrada, Calletti y Guaymás superó por alrededor de tres mil votos al frente Juntos por el Cambio+. Calletti finalmente fue candidata de cara las elecciones generales del 14 de noviembre.
En las Elecciones legislativas de Argentina de 2021 Calletti junto a Emiliano Estrada lograron 200.730 votos que alcanzaron para meter dos diputados nacionales al Congreso de la Nación Argentina en representación del Frente de Todos. Esto fue así ya que la cantidad de votos de la dupla Estrada-Calletti duplicó al tercer candidato más votado, Felipe Biella, que obtuvo 85.806 votos.
En 2023 y con la renovación del cuerpo de diputados fue elegida como presidente del bloque Innovación Federal junto a los salteños Yolanda Vega y Pablo Outes y otros diputados de Neuquén, Río Negro, Misiones.